# Averch-Johnson-Effekt
Der Averch-Johnson-Effekt beschreibt die Anreizverzerrung beim regulierten natürlichen Monopol. Eine regulatorische Gewinnbeschränkung auf das eingesetzte Kapital ("rate of return"-Regulierung) verzerrt demnach die Faktorinputentscheidung des Unternehmens. Es wird eine ineffizient hohe Menge Kapital eingesetzt (Überkapitalisierung) und es kommt zu einer Verdrängung von Arbeitsnachfrage. Eine Marktregulierung kann demnach den Markt nicht ohne Weiteres zur First-Best-Lösung zurückführen.
Dieser Effekt wurde 1962 von Averch und Johnson beschrieben. Es handelt sich um eine der einflussreichsten Erkenntnisse in der Regulierungsökonomik. Um den Effekt abzumildern, wurde 1983 von Stephen Littlechild die Höchstpreisregulierung vorgeschlagen, die heute die deutsche Regulierungspolitik (vor allem in der Telekommunikation) dominiert.